# Густав Ваєр
Густав Рудольф Ваєр Едлер фон Штромвелль (нім. Gustav Rudolf Wayer Edler von Stromwell; 9 червня 1883, Лемберг — березень 1961, Відень) — австро-угорський, австрійський і німецький офіцер, генерал-майор вермахту.

## Сім'я
Син гауптмана Камілло Ваєра і його дружини Терезії, уродженої Рюк. 
В 1928 році одружився з Йозефіною Галлер (29 січня 1899, Відень — 1 липня 1956, Відень).

## Нагороди
- Ювілейний хрест
- Бронзова медаль «За військові заслуги» (Австро-Угорщина) з мечами
- Хрест «За військові заслуги» (Австро-Угорщина) 3-го класу з військовою відзнакою і мечами
- Орден Залізної Корони 3-го класу з військовою відзнакою і мечами
- Військовий Хрест Карла
- Медаль «За поранення» (Австро-Угорщина) з однією смугою
- Пам'ятна військова медаль (Австрія) з мечами
- Хрест «За вислугу років» (Австрія) 2-го класу для офіцерів (25 років)
- Пам'ятна військова медаль (Угорщина) з мечами
- Орден Заслуг (Австрія), лицарський хрест
- Почесний хрест ветерана війни з мечами